# (2349) Kurchenko
(2349) Kurchenko (1970 OG; 1957 WM1; 1969 LC; 1979 NA) ist ein Asteroid des mittleren Hauptgürtels, der am 30. Juli 1970 von der russischen (damals: Sowjetunion) Astronomin Tamara Michailowna Smirnowa am Krim-Observatorium (Zweigstelle Nautschnyj) auf der Halbinsel Krim (IAU-Code 095) entdeckt wurde.

## Benennung
(2349) Kurchenko wurde nach Nadeschda Kurtschenko (1950–1970) benannt, die als Stewardess von zwei Bewaffneten getötet wurde.